# Cumberworth
Cumberworth är en ort och civil parish i Storbritannien.   Den ligger i grevskapet Lincolnshire och riksdelen England, i den sydöstra delen av landet, 190 km norr om huvudstaden London. Cumberworth ligger 8 meter över havet och antalet invånare är 128.
Terrängen runt Cumberworth är platt.  Närmaste större samhälle är Skegness, 11,9 km sydost om Cumberworth. Trakten runt Cumberworth består till största delen av jordbruksmark.